# Signal du Luguet
Pour les articles homonymes, voir Luguet.
Le signal du Luguet est le point culminant des monts du Cézallier. Il se trouve dans le Sud du département du Puy-de-Dôme dans la commune d'Anzat-le-Luguet et culmine à 1 547 mètres d'altitude. Il tient son nom du Luguet, un village situé sur son flanc nord-est.

## Géologie
Le signal du Luguet correspond à d'anciens lacs de lave formés il y a 5 millions d'années. L'érosion a effacé les reliefs qui les surplombaient et la roche s'est retrouvée en position culminante.
En contrebas, à l'est, se trouve le cirque d'Artout. C'est une des plus belles vallées glaciaires du Massif central. Il y a 20 000 ans, la neige balayée par les vents d'ouest s’est accumulée à l'est. Elle a formé un glacier du fait de la faible exposition au soleil. On retrouve encore des moraines sur les flancs.

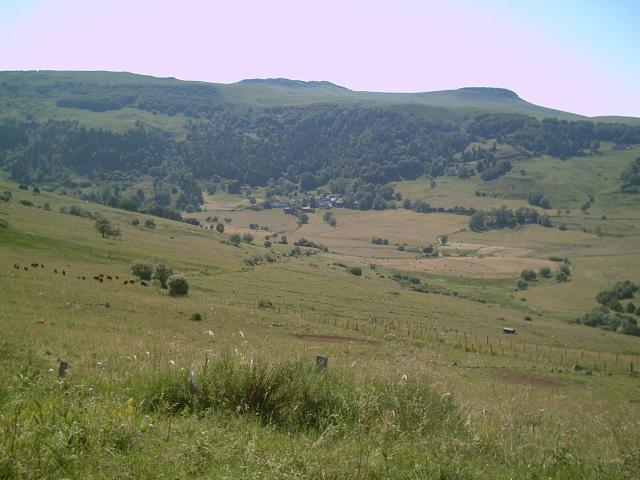
Le cirque d'Artout

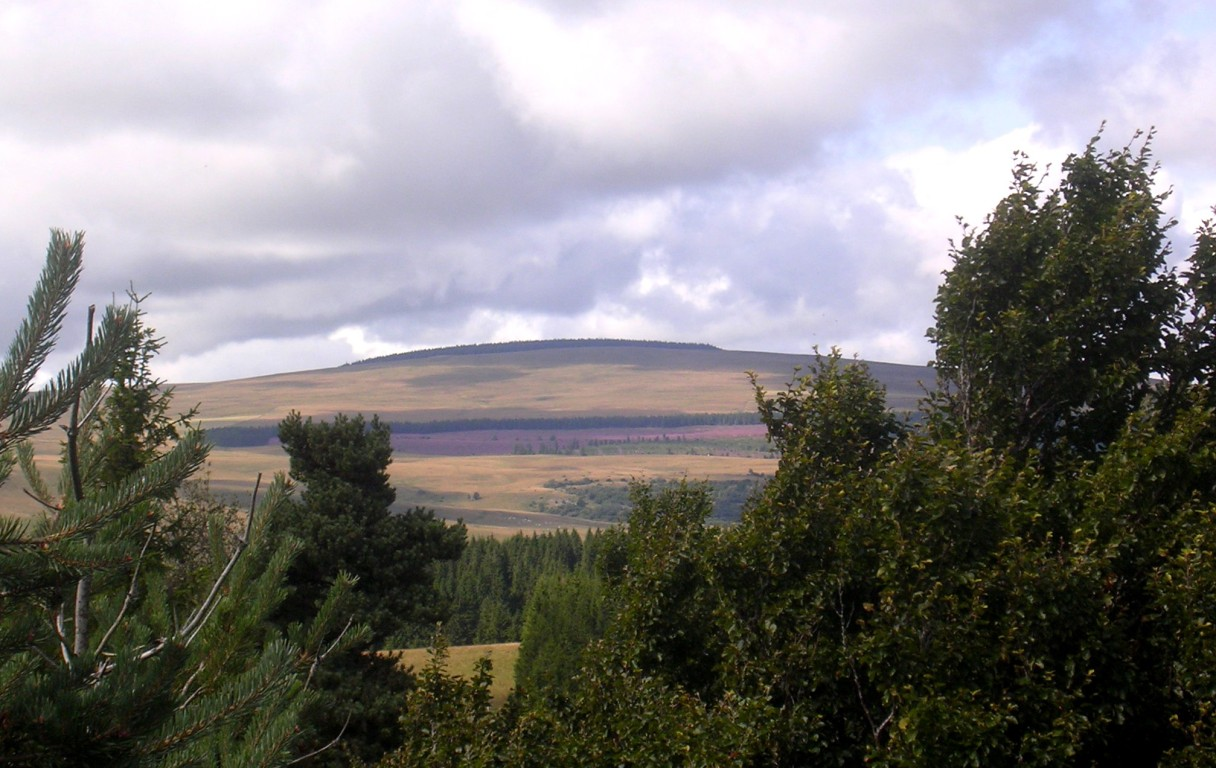
Le signal du Luguet